# Sclaterzaunkönig
Der Sclaterzaunkönig (Campylorhynchus humilis) ist eine Vogelart aus der Familie der Zaunkönige (Troglodytidae), die im südwestlichen Mexiko endemisch ist. Der Bestand wird von der IUCN als nicht gefährdet (Least Concern) eingeschätzt. Die Art gilt als monotypisch.

## Merkmale
Der Sclaterzaunkönig erreicht eine Körperlänge von etwa 15,0 bis 16,0 cm bei einem Gewicht von ca. 27,8 g. Erwachsene Tiere haben einen weißen Überaugenstreif, der sich vom rötlich braunen Oberkopf und dem dunklen Augenstreif deutlich abhebt. Dazu hat er einen unauffälligen schwärzlichen Bartstreif, rötlichen Nacken und Vorderrücken. Der Rest der Oberseite ist dunkelbraun und weißlich bis hell zimtfarben gestreift und gepunktet. Der Schwanz ist von schwärzlich braunen und blassgrauen Binden durchzogen. Die Kehle und die Unterseite sind weißlich. Dazu wirken Brustseiten und Flanken ausgewaschen pink getönt. Die Unterschwanzdecken haben schwarze Binden. Im Landesinneren im Bundesstaat Colima wirken erwachsene Tiere matter und haben manchmal an den Brustseiten schwarze Flecken und an den Flanken dunkle Streifen. Beide Geschlechter ähneln sich im Aussehen. Eine Beschreibung der Jungtiere gibt es bisher nicht.

## Verhalten und Ernährung
Die Ernährung des Sclaterzaunkönigs ist vermutlich sehr ähnlich wie die der ehemals konspezifischen Art des Rostrücken-Zaunkönigs (Campylorhynchus capistratus). Nur wenige Daten sind speziell zur Ernährung des Sclaterzaunkönigs verfügbar.

## Lautäußerungen
Der Gesang des Sclaterzaunkönigs besteht aus reichhaltigen, ausgelassenen Phrasen, die typischerweise drei- bis fünfmal wiederholt werden. Oft geschieht dies in einem glucksenden Duett, dass z. B. wie tschi-ri, ri tschi’tschoo... oder wi-tschiu tsch-wik klingt. Auch ein wiederholtes tschi-koh..., ein längeres "tsch ri-tschoo-rik und "wir hu'to-ju gehört zu seinem Repertoire. Gelegentlich hört man auch ein schnelles whi-tschi-whi-tschi...,  ein trockenes, ruppiges, leicht Pirol artiges, schnatterndes bis etwas nasal gackerndes tscheh-tscheh... sowie ein ruppiges w'rrr bzw. gu'rrr von ihm.

## Fortpflanzung
Es ist nicht viel über die Brutbiologie des Sclaterzaunkönigs bekannt. Zumindest in Oaxaca ist die Brutsaison von Mai bis Mitte August. Beide Geschlechter bauen das Nest. Es hat eine klobige, kugelförmige und etwas gewölbte Struktur und ist aus Gras- und Pflanzenfasern gebaut. Der nach oben gerichteter seitliche Tunneleingang führt in die Zentralkammer, die mit Daunen und Federn ausgelegt wird. Meist wird es in Kakteen oder Dornbüschen platziert, gelegentlich auch an künstlich angelegten Stellen. Ein Gelege besteht aus vier weißen oder gelbbraunweißen Eiern mit braunen, lilafarbenen oder schwarzen Flecken. Information zur Brutzeit und Zeit, bis die Nestlinge flügge werden, sind nicht bekannt.

## Verbreitung und Lebensraum
Der Sclaterzaunkönig bevorzugt tropische Laubwälder und trockenes tropisches Gestrüpp, inklusive Dornenwäldern und offene bis halboffene Gebiete mit Büschen, Kakteen und zerstreuten Baumbeständen. Er bewegt sich in Höhenlagen bis ca. 1000 Metern.

## Migration
Es wird vermutet, dass der Sclaterzaunkönig ein Standvogel ist.

## Unterarten
Lange wurden der Sclaterzaunkönig und der Rostrücken-Zaunkönig als Unterarten des Veracruz-Zaunkönigs betrachtet. Im Jahr 2009 trennten Hernan Vazquez Miranda, Adolfo Gerardo Navarro Sigüenza und Kevin Erling Omland diese auf Basis von Mitochondrialer DNA-Analyse in eigenständige Arten auf.

## Etymologie und Forschungsgeschichte
Die Erstbeschreibung des Sclaterzaunkönigs erfolgte 1857 durch Philip Lutley Sclater unter dem wissenschaftlichen Namen Campylorhynchus humilis. Das Typusexemplar hatte John Graham Bell aus Mazatlán erhalten. 1824 führte Johann Baptist von Spix die für die Wissenschaft neue Gattung Campylorhynchus ein. Dieser Name leitet sich von »campylos, camptō καμπυλος, καμπτω« für »gebogen, biegen« und »rhynkhos ῥυγχος« für »Schnabel« ab. Der Artname »humilis« bedeutet »niedrig, klein, bescheiden, auf dem Boden« von »humus, humi« für »Boden«.